# Eloy Luis André
Eloy Luis André(Verín, 21 de junio de 1878-Madrid, 24 de mayo de 1935), fue un filósofo, psicólogo, pedagogo y escritor español.

## Biografía
Nació el 21 de junio de 1878 en la localidad gallega de Verín. Estando en la Universidad de Salamanca, durante el curso de 1899-1900 realizó estudios superiores de Filosofía en las universidades de Lovaina, Bruselas y París. En febrero de 1904 se convirtió en Catedrático numerario de Psicología, Lógica, Ética y Rudimentos de Derecho del Instituto de Soria, trasladándose ese mismo año a la misma cátedra en el Instituto de Orense, donde creó un laboratorio de Psicología experimental, al igual que haría más tarde en el Instituto de Toledo. En agosto de 1909 fue nombrado profesor numerario de Psicología, Lógica y Ética de la Escuela Superior del Magisterio de Madrid. Trabajó con Wilhelm Wundt en Leipzig en 1910-1911. Traductor al español de varias obras de Wundt, colaboró en la introducción de sus ideas en España. Falleció en la capital, Madrid, el 24 de mayo de 1935.

## Ensayos (selección)
- El histrionismo español. Ensayo de psicología política. Barcelona. 1906.[2]
- Ética española, problemas de moral contemporánea. Madrid. 1910.[3]
- La mentalidad alemana. Madrid. 1914.[4]
- La cultura alemana. Madrid, 1916.[5]
- La educación de la adolescencia. Madrid. 1916.[6]
- Dos idearios y dos democracias. Madrid. 1919.[7]
- Sistema de Filosofía de los Valores. Toledo. 1919.[7]
- Elementos de Psicología. Madrid. 1919.[7]
- Ética individual y social. Madrid. 1920.[8]
- Nociones de educación cívica, jurídica y económica. Madrid. 1921.[7]
- Resumen de educación cívica, jurídica y económica. Madrid. 1924.[9]
- Nociones de psicología experimental. Madrid. 1924.[10]
- Sistema de Filosofía de los Valores. Lógica. Morfología mental. Madrid. 1925.[11]
- El ferrocarril del Príncipe de Asturias. Madrid. 1926.[12]
- El espíritu nuevo en la educación española. Madrid. 1926.[13]
- Deontología. Breviario de Moral Práctica. Madrid. 1928.[14]
- Rudimentos de Derecho español. Madrid. 1929.[15]
- Ideario político de Espinosa. Análisis, comentario y crítica del ‘Tratado Teológico Político’. Madrid. 1930.[7]
- Psicología experimental. Madrid. 1931.[16]
- Españolismo: prasologio: pueblo y conciencia nacional. Madrid. 1931.[17]
- Galleguismo. Lucha por la personalidad nacional y la cultura. Ensayos. Madrid. 1931.[18]

## Traducciones
André hizo además varias traducciones, desde el alemán y el francés:
- Léxico de filosofía, de Alejo Bertrand, 1908.
- Filósofos contemporáneos, de Harald Høffding, 1909.[19]
- Introducción a la Filosofía I y II, de Guillermo Wundt, 1911 y 1912.[20]
- La vida. Su valor y significación, de Rodolfo Eucken, 1912.
- Sistema de Filosofía Científica, 2 tomos, de Guillermo Wundt, 1913.